# Lancia Artena
Lancia Artena – samochód osobowy produkowany przez włoską firmę Lancia w latach 1931–1936 oraz 1940–1942. Dostępny jako sedan, kabriolet oraz coupé. Następca modelu Lamda. Do napędu Arteny użyto silnika V4 o pojemności 1,9 l. Moc przenoszona była na koła tylne poprzez 4-biegową manualną skrzynię biegów.

## Dane techniczne

### Silnik
- V4 1,9 l (1924 cm³), 2 zawory na cylinder
- Średnica × skok tłoka: 82,50 mm × 90,00 mm
- Moc maksymalna: 54 KM (39,5 kW) przy 3600 obr./min